# Sabina Sejnalowa
Sabina Sejnalowa (ukrainisch Сабіна Сейналова, wiss. Transliteration Sabina Sejnalowa, internationale englische Schreibweise Sabina Zeynalova; * 17. Februar 2004) ist eine ukrainische Tennisspielerin.

## Karriere
Sejnalowa spielt hauptsächlich Turniere auf der ITF Women’s World Tennis Tour, bei der sie bislang noch keinen Titel gewann.
2021 trat sie bei den French Open im Juniorinneneinzel und mit Partnerin Polina Jazenko im Juniorinnendoppel an. Im Einzel verlor sie bereits in der ersten Runde gegen Chelsea Fontenel mit 6:4, 4:6 und 4:6. Im Doppel erreichte sie das Achtelfinale. In Wimbledon scheiterte sie im Juniorinneneinzel ebenfalls bereits in der ersten Runde gegen Matilda Mutavdzic mit 2:6 und 1:6. Im Juniorinnendoppel erreichte sie mit Partnerin Alina Shcherbinina abermals das Achtelfinale. Bei den US Open musste sie im Juniorinneneinzel beim Stand von 4:5 gegen Sofia Costoulas verletzungsbedingt aufgeben und konnte im Juniorinnendoppel mit Partnerin Océane Babel nicht antreten.
2023 erhielt sie zusammen mit ihrer Partnerin Charlotte Chavatipon eine Wildcard für das Hauptfeld im Damendoppel der ATX Open, ihrem ersten Turnier der WTA Tour.

## College Tennis
Sie spielt seit 2021 im College Tennis für die Damenmannschaft der Longhorns der University of Texas at Austin.